# Paul Sophus Rung-Keller
Paul Sophus Christian Henrik Rung-Keller, P.S. Rung-Keller,  född 11 mars 1879 i Köpenhamn, död 22 mars 1966 i Gentofte, var en dansk musiker.
Rung-Keller var son till kungliga kammarsångerskan Sophie Keller, dotter till tonsättaren Henrik Rung, efter vilken antog namnet Rung-Keller. Han blev student 1897 och efter att ha tagit filosoficum inriktade han sitt intresse på orgeln, även som orgelbyggare vid studier i Danmark och utlandet. En tid var han även assistent vid musikhistoriska museet i Köpenhamn.
Rung-Keller hade även stort intresse för den praktiska musiken och som lärjunge till Otto Malling, Gottfred Matthison-Hansen och Thomas Laub kallades han till organist vid Vor Frelsers Kirke på Christianshavn. Som sådan inlade han sig stor förtjänst genom de av honom stiftade gratiskonserterna, som under vintermånaderna ständigt samlade en talrik åhörarskara i kyrkan. Han verkade även som lärare i orgelspel och musikteori vid C.F.E. Hornemans musikkonservatorium, och från 1917 verkade han i samma egenskap vid Det Kongelige Danske Musikkonservatorium. Efter morbrodern Frederik Rungs död 1914 blev han även dennes efterträdare som dirigent i Cæciliaforeningen.

## Utmärkelser
- Riddare av Dannebrogorden,  1924[2]
- Ingenio et arti,  1926[2]
- Dannebrogsmännens hederstecken,  1949[2]

[Redigera Wikidata]